# Крушчик
Крушчик је насељено мјесто у општини Брод, Република Српска, БиХ. Према попису становништва из 1991. у насељу је живјело 112 становника.

## Становништво
Према попису становништва из 1991. године, мјесто је имало 112 становника.
| Демографија | Демографија | Демографија |
| Година      | Становника  | Становника  |
| ----------- | ----------- | ----------- |
| 1948.       | 232         |             |
| 1953.       | 198         |             |
| 1961.       | 165         |             |
| 1971.       | 137         |             |
| 1981.       | 115         |             |
| 1991.       | 112         |             |